# Десять варіацій на теми народних пісень для фортепіано та флейти
Десять варіацій на теми народних пісень для фортепіано та флейти, тв. 107 — цикл п'єс для фортепіано і флейти (або скрипки), написаний німецьким композитором Людвігом ван Бетховеном у 1818 і 1819 роках. Бетховен написав цей твір на основі різних народних пісень у вигляді варіацій на їх теми. Твір був призначений для Джорджа Томсона, багатого видавця з Единбурга, з яким у Бетховена були складні ділові стосунки. Вперше ці варіації були опубліковані в 1819 році в Лондоні та Відні.
- Перші варіації використовують тірольську пісню «Ich bin a Tiroler Bua» (мі бемоль)[1]
- Друга п'єса використовує шотландську пісню «Bonny Laddie, Highland Laddie»[1]
- Треті варіації використовують як основну тему український танець «Volkslied aus Kleinrussland»[1]
- Четверта п'єса використовує популярну шотландську пісню «St. Patrick's Day»[1]
- П'ята п'єса використовує тірольську пісню «A Madel, ja a madel»[1]
- Шості варіації використовують шотландську пісню «Peggy's Daughter» та нагадують Шосту симфонію Бетховена («Пасторальну»)[1]
- У сьомій п'єсі Бетховен використовує популярну українську мелодію «Їхав козак за Дунай», відому в Німеччині як «Schöne Minka»[1]
- У восьмій п'єсі використовуються варіації на шотландську пісню «O Mary, at thy Window be»[1]
- Дев'яті варіації засновані на шотландській мелодії «O, Thou art the Lad of my Heart»[1]
- Десяті варіації засновані на шотландському марші «The Highland Watch»[1]